# Naz GR
| GR ist das Kürzel für den Kanton Graubünden in der Schweiz. Es wird verwendet, um Verwechslungen mit anderen Einträgen des Namens Naz zu vermeiden. |

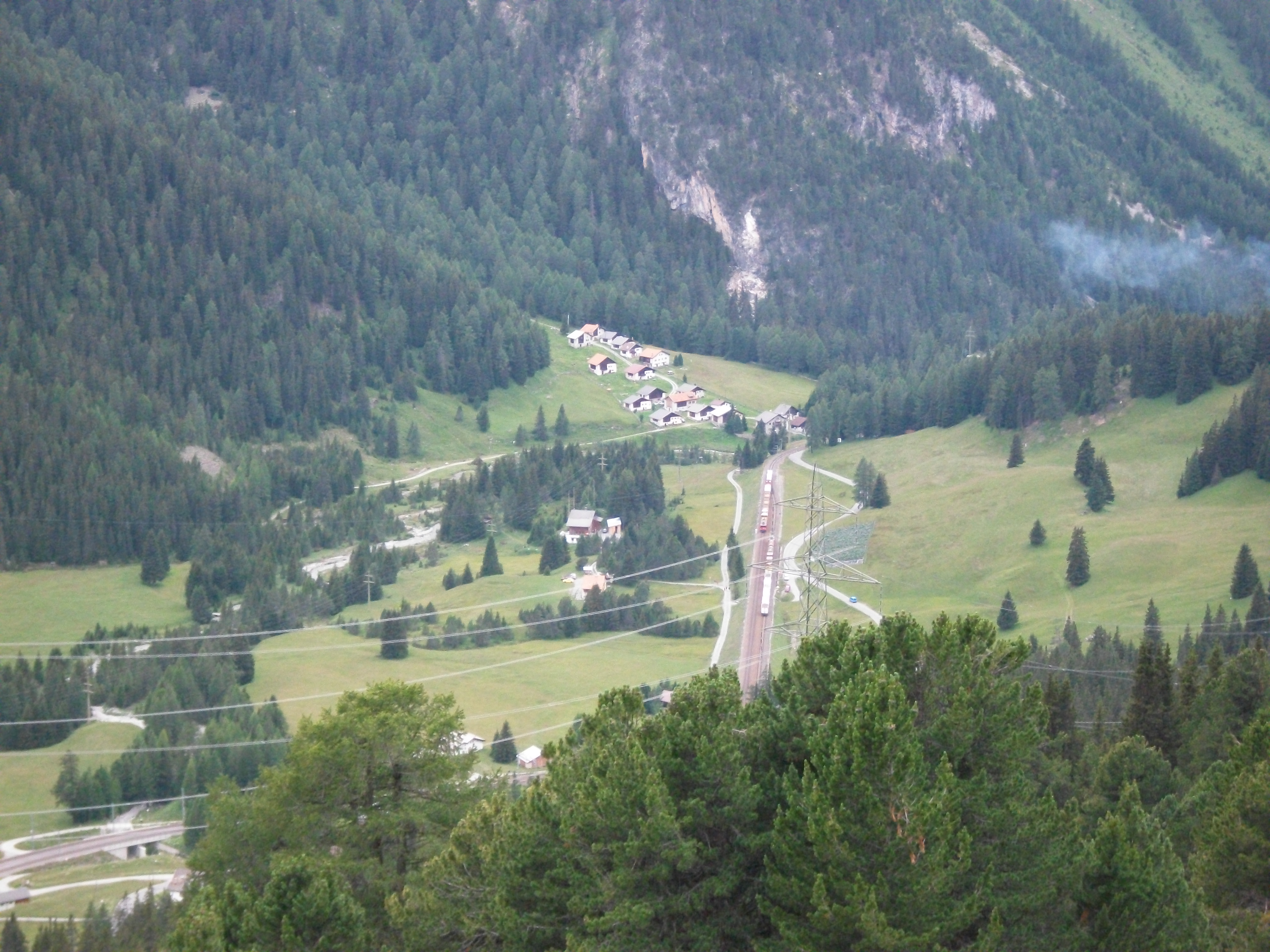
Naz mit Albulabahn

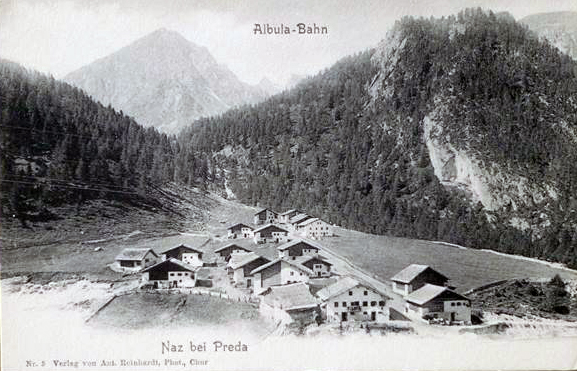
Historische Ansichtskarte

Naz ⓘ ist ein Maiensäss in der Schweizer Gemeinde Bergün Filisur.
Der Ort liegt einen Kilometer westlich der Fraktion Preda auf einer Höhe von 1747 m ü. M. im Albulatal, am Eingang ins linke Seitental Val Mulix. Er wird heute vorwiegend als Feriensiedlung genutzt.
Die Häuser stehen alle mit talwärts gerichteter Giebelfront auf dem Schuttkegel der Rabgiugsa oberhalb der Albula.